# Тал (Аустрија)
Тал је насеље у аустријској покрајини Штајерска. Познато је као родно место Арнолда Шварценегера.

## Географија
Насеље се налази на 3,2 km западно од главног града Штајерске Граца, 63 km од Мирцушлага, 147 km од главног града Аустрије Беча, 192 km од Салцбурга и 301 km од Инзбрука. Простире се на 18,57 km и има 2.240 становника према попису из 2014. Састоји се од 19 груписаних заселака (Eben, Eck, Hardt, Haslau, Kirchberg, Kötschberg, Linak, Oberbichl, Oberthal, Plabutsch, Schlüsselhof, Steinberg, Unterbichl, Unterthal, Waldsdorf, Waldsdorfberg, Wendlleiten, Windhof, Winkel). У самом селу постоји језеро Талерси. Лежи на надморској висини од 451 метра. Позивни број је +43 316, поштански бројеви су 8051, 8052 и 8151 а регистарска ознака је GU.

## Историја
Област на коме се налази насеље је насељена још у 10. веку. 1. јануара 1850. био је познат као Свети Јаков Тал. У Талу је 1735. изграђена дрвена капела у барокном стилу. Године 1772, саграђена је жупна црква Светог Јакова, изворно посвећена Светом Себастијану. Проширена је 1992. а освештана 15. маја 1994. године. 1. јануара 1995. село је добило статус мањег града или варошице.

### Клима
Просечна температура у граду је 11 °C. Температура лети у јулу је 24 °C док се зими у децембру не силази испод -4 °C. Годишње падне 1.671 милилитра кише. У марту падне 72 милилитра кише а у мају тродупло више 210 милилитра кише.

## Становништво
| 2021. |
| ----- |
| 2.385 |

## Познате особе
- Арнолд Шварценегер (1947-), аустријско-амерички филмски глумац, политичар, боди-билдер и бизнисмен.